# لیتل ارلیانز (مریلند)
لیتل ارلیانز (به انگلیسی: Little Orleans) شهری در ایالت مریلند کشور ایالات متحده آمریکا است که جمعیت آن در سرشماری سال ۲۰۱۰ میلادی، ۴۲ نفر بوده‌است.